# 上海轨道交通奉贤线
上海轨道交通奉贤线为上海市的一条市域铁路，起自三林南站，经闵行区浦江镇、陈行镇，及奉贤区金汇镇、奉贤新城，至位于海湾镇的奉贤站的原规划站址，全长37公里，直接工程费用为150亿元。预计十四五期间推动建设。
申通地铁集团董事长毕湘利主张将该线更改为兼容地铁的制式，并向北延伸，纵向穿过中心城区，最终抵达上海宝山站，形成南北快线。

## 历史

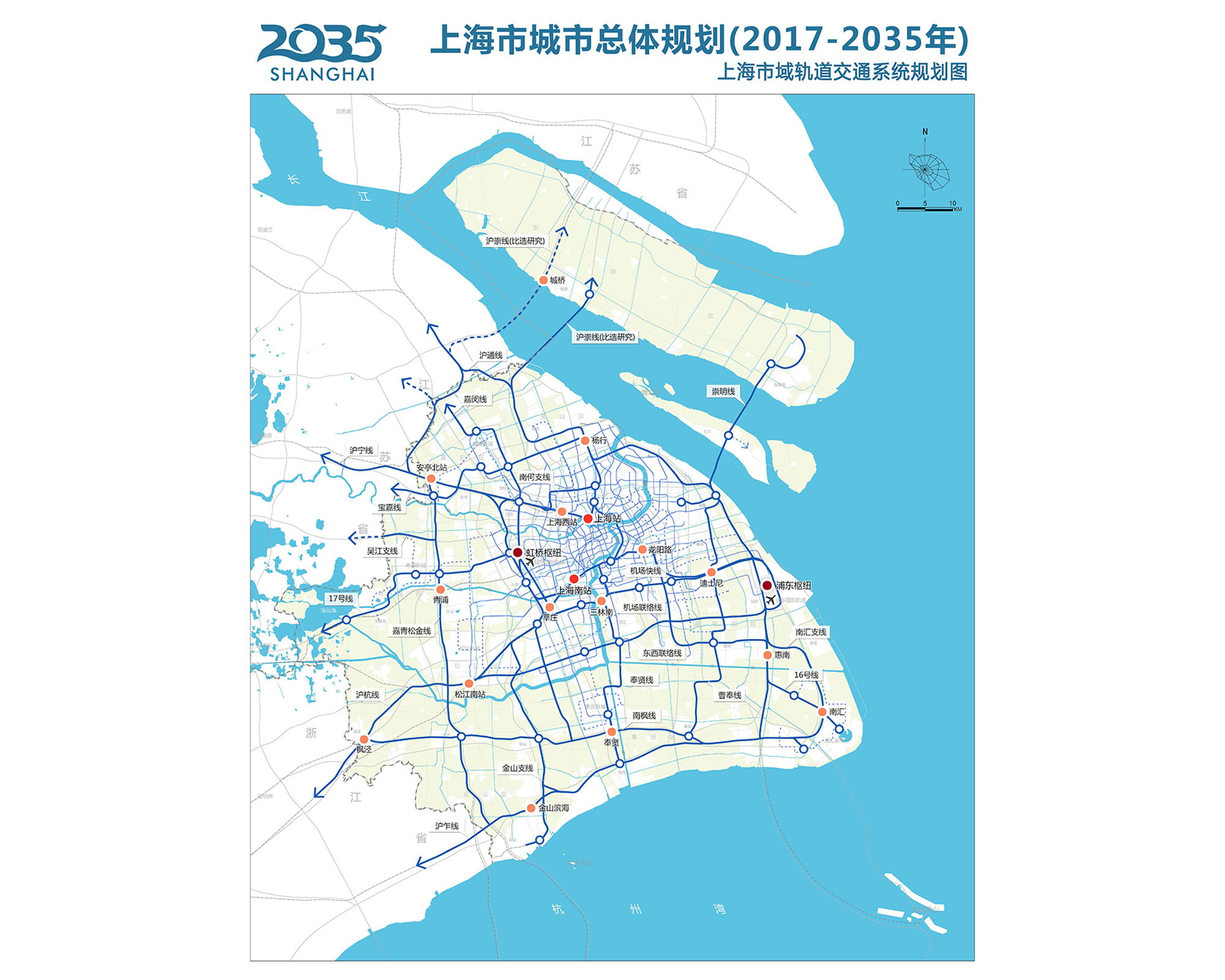
上海市城市总体规划（2017-2035年）轨道交通市域线系统规划图。虚线为比选方案。

2016年在上海2035总规中被列为市级层面的规划线路。
2021年6月，于《长江三角洲地区多层次轨道交通规划》中获批。

## 已知部分换乘站
- 三林南站 - 换乘机场联络线， █ 19号线（在建）
- 金大公路站 - 换乘南枫线（在建）[3]